# بالتسي
بَلْت (بالرومانية: ؛ وبالروسية: Бэлць) مدينة في شمال ملداوة على نهر روت في سهب بلت والنسبة إليها بلتي. وهي الثانية بعد كبرى مدن ملداوة، وفيها تتركز الصناعة والتجارة التي في الشمال حتى سموها «العاصمة الشمالية». والبلتيون لا يقلون عن مئة ألف نسمة. ولفظ بلت (بالرومانية: bălți) جمع «baltă» (بلتة) ومعناها نُقرة الماء.

## المناخ
يظهر الجدول التالي التغييرات المناخية على مدار السنة:
| البيانات المناخية لـبالتسي                | البيانات المناخية لـبالتسي | البيانات المناخية لـبالتسي | البيانات المناخية لـبالتسي | البيانات المناخية لـبالتسي | البيانات المناخية لـبالتسي | البيانات المناخية لـبالتسي | البيانات المناخية لـبالتسي | البيانات المناخية لـبالتسي | البيانات المناخية لـبالتسي | البيانات المناخية لـبالتسي | البيانات المناخية لـبالتسي | البيانات المناخية لـبالتسي | البيانات المناخية لـبالتسي |
| الشهر                                     | يناير                      | فبراير                     | مارس                       | أبريل                      | مايو                       | يونيو                      | يوليو                      | أغسطس                      | سبتمبر                     | أكتوبر                     | نوفمبر                     | ديسمبر                     | المعدل السنوي              |
| ----------------------------------------- | -------------------------- | -------------------------- | -------------------------- | -------------------------- | -------------------------- | -------------------------- | -------------------------- | -------------------------- | -------------------------- | -------------------------- | -------------------------- | -------------------------- | -------------------------- |
| متوسط درجة الحرارة الكبرى °م (°ف)         | −0.5 (31.1)                | 1.3 (34.3)                 | 7.0 (44.6)                 | 15.9 (60.6)                | 22.0 (71.6)                | 24.9 (76.8)                | 26.2 (79.2)                | 26.0 (78.8)                | 21.8 (71.2)                | 15.2 (59.4)                | 7.6 (45.7)                 | 2.1 (35.8)                 | 14.1 (57.4)                |
| متوسط درجة الحرارة الصغرى °م (°ف)         | −7.5 (18.5)                | −5.4 (22.3)                | −1.6 (29.1)                | 4.5 (40.1)                 | 9.9 (49.8)                 | 13.1 (55.6)                | 14.5 (58.1)                | 13.5 (56.3)                | 9.5 (49.1)                 | 4.3 (39.7)                 | 0.3 (32.5)                 | −4.0 (24.8)                | 4.2 (39.6)                 |
| الهطول مم (إنش)                           | 31 (1.2)                   | 28 (1.1)                   | 28 (1.1)                   | 44 (1.7)                   | 55 (2.2)                   | 86 (3.4)                   | 79 (3.1)                   | 49 (1.9)                   | 43 (1.7)                   | 22 (0.9)                   | 34 (1.3)                   | 30 (1.2)                   | 529 (20.8)                 |
| متوسط أيام هطول الأمطار                   | 11                         | 11                         | 9                          | 11                         | 12                         | 13                         | 11                         | 8                          | 8                          | 6                          | 9                          | 11                         | 120                        |
| المصدر: World Weather Information Service |                            |                            |                            |                            |                            |                            |                            |                            |                            |                            |                            |                            |                            |

## توأمة
لبالتسي اتفاقيات توأمة مع كل من:
- جيولا ، المجر
- بوتسك
- إزمير (1996 - )[10]
- ستري
- تيراسبول
- ميركورا تشيوك
- بلدية سموليان [الإنجليزية]‏
- لاريسا
- أورشا (1996 - )
- كايسونغ
- خميلنيتسكي
- فيتيبسك
- داوغافبيلس (2015 - )
- تشيرنوفتسي (5 أكتوبر 2013 - )[11]

## أعلام
- كريستيان رايليانو
- تيموفي سكرابين
- ماريان لوبو
- يعقوب فيشمان
- طالي بلوسكوف